# Bracon nicklaphami
Bracon nicklaphami (лат.) — вид паразитических наездников из семейства браконид, отряда перепончатокрылых. Эндемик Коста-Рики. B. nicklaphami назван в честь Nick Lapham за его поддержку и рекламу заповедных регионов Гуанакасте (ACG, Area de Concervacion de Guanacaste, провинция Гуанакасте) и GDFCF (Guanacaste Dry Forest Conservation Fund), а теперь и BioAlfa (Коста-Рика).

## Описание
Длина тела около 4 мм. Основная окраска чёрная (голова и грудь) и жёлтая (брюшко), усики и ноги чёрные. Выделение вида произведено на основании молекулярного баркодирования последовательности нуклеотидов по цитохром оксидазе COI.
Паразитоид гусениц бабочек вида Damas immacula (Hesperiidae), питающейся листьями Geonoma congesta (Arecaceae). Вид был впервые описан в 2021 году американским гименоптерологом Michael J. Sharkey (The Hymenoptera Institute, Redlands, США) по типовым материалам из Коста-Рики.